# Войко Олег Євгенович
Олег Євгенович Войко (25 березня 1980 , Харків ) — український фігурист, що виступав у танцях на льоду, учасник Олімпійських ігор.

## Життєпис
Почав займатися фігурним у катанням у три роки. Спершу тренувався як одиночний фігурист, але у дев'ять років почав виступати у танцях на льоду.
У 1996 році сформував пару з Крістіною Кобаладзе. Разом з нею він регулярно ставав призером етапів юніорського Гран-прі, а у 2000 році вони виграли бронзову медаль фіналу юніорського Гран-прі. На юніорських чемпіонатах світу пара була дуже близькою до медалей, але у 1999 році вони посіли 4-те місце, а у 2000 році — 5-те. З 1999 року почали виступати серед дорослих. У 2000 році стали чемпіонами України, а на чемпіонаті Європи посіли 18-те місце. По завершені сезону пара розпалася.
З 2000 року почав виступати у парі з Анастасією Головіною. Разом з нею він поїхав на Олімпійські ігри в Солт-Лейк-Сіті, де посів 21-ше місце. Протягом наступного олімпійського циклу вони регулярно брали участь у міжнародних змаганнях. Найкращим результатом на чемпіонатах Європи стало 15-те місце у 2003 та 2004 роках, а на чемпіонатах світу 21-ше у 2005 та 2006 роках. У сезоні 2002-2003 зуміли стати чемпіонами України. У 2005 році пара зуміла виграти срібну медаль Універсіади. У 2006 році виступили на Олімпійських іграх в Турині, де не зуміли покращити свій попередній результат, посівши 23-тє місце.
Після завершеня спортивної кар'єри переїхав у Коннектикут, де працює тренером. Одружений, має трьох дітей.

## Програми
(У парі з Анастасією Головіною)
| Сезон     | Короткий танець                                                                              | Довільна танець                                          |
| --------- | -------------------------------------------------------------------------------------------- | -------------------------------------------------------- |
| 2005–2006 | - Самба: Ritmo de Bom-Bom вик. Вімі - Румба: Eres Todo en Mí вик. Ана Габріель               | - Adiós Nonino вик. Астор П'яццола                       |
| 2002–2003 | - Марш: Марш Радецького op. 228 вик. Йоганн Штраус - Вальс: Вальс № 2 вик. Дмитро Шостакович | - Skake вик. T Naito - Kodo Drums - I Put a Spell on You |
| 2001–2002 | - Tango: Verano Porteno вик. Рауль Гарелльйо - Flamenco: Nyah (з Місія нездійсненна 2)       | - Nothing Else Matters                                   |

## Спортивні результати
(У парі з Анастасією Головіною)
| Міжнародні змагання                  | Міжнародні змагання | Міжнародні змагання | Міжнародні змагання | Міжнародні змагання | Міжнародні змагання | Міжнародні змагання |
| Змагання                             | 00–01               | 01–02               | 02–03               | 03–04               | 04–05               | 05–06               |
| ------------------------------------ | ------------------- | ------------------- | ------------------- | ------------------- | ------------------- | ------------------- |
| Олімпійські ігри                     |                     | 21                  |                     |                     |                     | 23                  |
| Чемпіонат світу                      |                     |                     |                     | 22                  | 21                  | 21                  |
| Чемпіонат Європи                     |                     | 18                  | 15                  | 15                  | 16                  | 17                  |
| Етап Гран-прі: Кубок Китаю           |                     |                     |                     |                     |                     | 8                   |
| Етап Гран-прі: Кубок Росії           |                     |                     | 8                   |                     |                     |                     |
| Етап Гран-прі: Трофей NHK            |                     |                     |                     | 9                   | 7                   |                     |
| Етап Гран-прі: Skate America         |                     |                     |                     | 8                   | 6                   | 12                  |
| Golden Spin                          |                     | 6                   | 1                   |                     |                     |                     |
| Меморіал Непела                      |                     | 1                   | 1                   |                     |                     |                     |
| Універсіада                          | 7                   |                     |                     |                     | 2                   |                     |
| Міжнародні юніорські                 |                     |                     |                     |                     |                     |                     |
| Фінал юніорського Гран-прі           |                     | WD                  |                     |                     |                     |                     |
| Юніорський етап Гран-прі: Чехія      |                     | 1                   |                     |                     |                     |                     |
| Юніорський етап Гран-прі: Нідерланди |                     | 2                   |                     |                     |                     |                     |
| Національні                          |                     |                     |                     |                     |                     |                     |
| Чемпіонат України                    | 3                   | 2                   | 1                   | 2                   | 2                   | 2                   |

(У парі з Крістіною Кобаладзе)
| Міжнародні                           | Міжнародні | Міжнародні | Міжнародні | Міжнародні | Міжнародні |
| Змагання                             | 95–96      | 96–97      | 97–98      | 98–99      | 99–00      |
| ------------------------------------ | ---------- | ---------- | ---------- | ---------- | ---------- |
| Чемпіонат Європи                     |            |            |            | 21         | 18         |
| Міжнародні юніорські                 |            |            |            |            |            |
| Юніорські чемпіонати світу           |            | 15         | 9          | 4          | 5          |
| Фінал юніорського Гран-прі           |            |            |            | 5          | 3          |
| Юніорський етап Гран-прі: Чехія      |            |            |            |            | 1          |
| Юніорський етап Гран-прі: Німеччина  |            |            | 7          |            |            |
| Юніорський етап Гран-прі: Словаччина |            |            |            | 2          |            |
| Юніорський етап Гран-прі: Швеція     |            |            |            |            | 2          |
| Юніорський етап Гран-прі: Україна    |            |            | 3          | 1          |            |
| Сині мечі                            | 13         | 10         |            |            |            |
| Юнацький олімпійський фестиваль      |            | 7          |            |            |            |
| Український сувенір                  | 6          |            |            |            |            |
| Національні                          |            |            |            |            |            |
| Чемпіонат України                    |            |            |            | 2          | 1          |
| Чемпіонат України серед юніорів      | 2          | 1          | 2          |            |            |